# 铅冷快中子反应堆

铅冷快堆模式图

铅冷快中子反应堆（英語：Lead-cooled Fast Reactor，缩写：LFR），是一種快中子增殖反應爐，以熔融的铅或熔融的铅铋合金做為冷卻劑。作为冷却剂，其中子俘获与熔点都很低，但对中子减速轻微，因而适用于快中子堆，还能起到中子反射的作用。增殖性核燃料可以是金属、金属氧化物、金属氮化物。小规模的铅冷快堆（如SSTAR）可以自然对流冷却；但大功率设计的堆型（如ELSY）在正常功率操作时为强制冷却与自然循环应急冷却。反应堆冷却剂出口温度典型为500至600 °C；未来设计可高达800 °C以上，足以支持硫-碘循環制氢。
铅冷快堆是第四代核反应堆的六种推荐堆型之一。

## 优点
- 不必重新添加核燃料，堆芯可以在运行多年后整体更换。适用于不打算建造核工业基础设施的国家。
- 停機后继续冷却不依赖电源，与一般的反應爐相比固有安全。
- 熔融的铅铋合金不会引发爆炸，在发生泄漏时不会快速凝固，进一步改善了安全性。
- 铅的密度高，是良好的伽玛射线防护物质。
- 铅的空泡係數为负，这避免了大型钠冷快堆堆芯正空泡系数的大麻烦。
- 冷却剂运行压力极低，铅的沸点极高（摄氏1750度）。这使得反应堆过热导致压力升高变为不可能。
- 铅不与水或空气发生化学反应；不像钠会在空气中燃烧，在水中爆炸。因此允许更便宜、更安全的容器与热交换器/蒸汽发生器。

## 缺点
- 铅与铅铋合金非常粘稠，增加了系统重量，因此需要更大的结构支撑与抗震防护，增加了建造成本。
- 虽然铅便宜丰富，但铋相当昂贵稀少，几乎90%产自中国。大型铅冷快堆需要成百上千吨的铋。
- 铅铋合金的熔点为123.5 °C（254.3 °F）。但铅的熔点较高（327.5 °С）。泳池型反应堆的大量铅难以熔融。
- 冷却剂泄露与凝固时，会危及反应堆安全。（见Soviet submarine K-64）。
- 反应堆产生的钋，通过阿尔法衰变为铅与铋

## 实现

### 比利时
MYRRHA项目是铅铋合金冷却的亚临界研究堆。使用质子加速器驱动。

### 苏联与俄罗斯
苏联海军的阿尔法级攻击核潜艇采用OK-550型反应堆，改进型艇采用БM-50型反应堆。两种反应堆都使用铅铋液态合金作为冷却剂。尽管БM-50型的稳定型有所提高，但仍然因为铋在受到中子照射后形成活性钋-210形成的放射性污染而使得反应堆维护难度较压水反应堆要难。
AKME Engineering （页面存档备份，存于）宣布基于阿尔法级攻击核潜艇的反应堆设计了商用铅铋快堆SVBR-100。电功率100MWe，热功率280MWt,。发电时可群集最多16座。冷却剂通过堆芯后温度从345 °C（653 °F）升到495 °C（923 °F）。氧化铀富集到16.5% U-235用作燃料。每隔7–8年再装填。2017年完成设计。
俄罗斯的铅冷快堆BREST-300与BREST-1200在2014年9月完成设计，在2016年获得建造许可。 
世界核协会称：
1998年俄罗斯解密了大量用于核潜艇的铅冷快堆与铅铋快堆的研究经验与信息，随后美国出现了小型铅冷快堆与铅铋快堆的研究热潮。

### 美国
根据国际核工程, 亥伯龙神电力股份有限公司计划使用氮化铀燃料封装在HT-9管中，铅铋合金作为冷却剂。
勞倫斯利佛摩國家實驗室开发了SSTAR铅铋冷却堆。
西屋也建议了铅冷快堆项目http://www.world-nuclear-news.org/NN-Westinghouse-proposes-LFR-project-1410154.html （页面存档备份，存于）

### 德国
双液流反应堆综合了融盐堆与液态金属快堆的优点。作为增殖堆，可以燃烧天然铀与钍，也可以消耗核废料。由于融盐的高导热性，衰变热可以被动去除，反应堆具有固有安全性。